# Bronisław Krzan

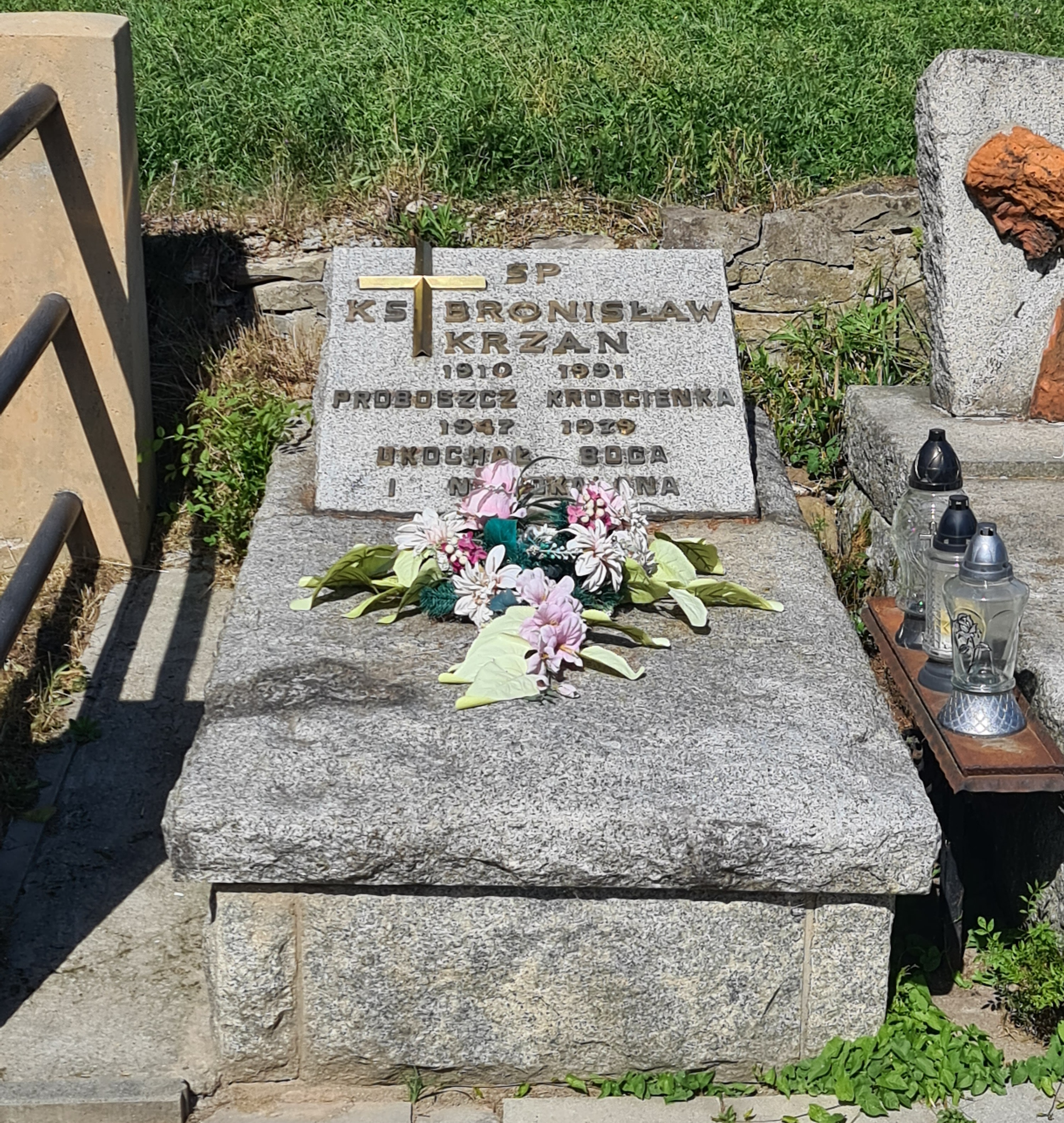
Grób ks. Bronisława Krzana na cmentarzu komunalnym w Krościenku (2024)

Bronisław Krzan (ur. 4 czerwca 1910 w Stróży, zm. 19 czerwca 1991 w Krakowie) – polski duchowny katolicki, doktor teologii, proboszcz parafii w Krościenku nad Dunajcem w latach 1947–1979, znawca historii Krościenka nad Dunajcem.

## Życiorys
Pochodził z parafii Skrzydlna. Po maturze wstąpił do Wyższego Seminarium Duchownego w Tarnowie. Święcenia kapłańskie przyjął 29 czerwca 1934 roku w Tarnowie. Jako wikariusz pracował w Muszynie i Trzcianie k. Bochni. Rozpoczął studia na Uniwersytecie Lwowskim, a zakończył je doktoratem z teologii w 1945 roku na Uniwersytecie Jagiellońskim. W latach 1938–1947 pełnił funkcje notariusza, sekretarza Sądu Diecezjalnego i pomocnika kustosza Diecezjalnego Muzeum w Tarnowie. W 1947 roku został proboszczem parafii pw. Wszystkich Świętych w Krościenku nad Dunajcem. W tym czasie blisko współpracował z księdzem Franciszkiem Blachnickim, twórcą ruchu oazowego, później zwanego Ruchem Światło-Życie. 
Zmarł w 1991 roku i został pochowany na nowym cmentarzu w Krościenku nad Dunajcem (II L 5).

## Niektóre inicjatywy
- Bronisław Krzan wspólnie z zaufanymi gospodarzami doprowadził do umieszczenia figury Matki Boskiej na skałach Zawiesów w pobliżu Zerwanego Mostu przez Dunajec. Odbyło się to zimą 1958 roku. Figurę przywieziono po zmroku saniami i wmurowano w eksponowanym i często odwiedzanym miejscu. Inicjatywa ta była związana z upamiętnieniem 100-lecia objawień w Lourdes. Ponieważ odbyło się to bez zgody władz komunistycznych, wkrótce „nieznani sprawcy” zrzucili figurę do Dunajca. Została jednak odnaleziona przez mieszkańców w nurcie rzeki i obecnie stoi w pobliżu plebanii kościoła Chrystusa Dobrego Pasterza w Krościenku nad Dunajcem[4].
- Jedną z gór dominujących nad Krościenkiem jest Juraszowa Góra. Na jej zboczu dobrze widoczny jest wielki krzyż (drugi znajduje się na szczycie Stajkowej). Oba są iluminowane w Wielki Piątek. Pierwszy drewniany krzyż na Juraszowej został postawiony potajemnie w latach 70. z inicjatywy Bronisława Krzana i rodziny Jandurów. Krzyż był początkowo oświetlany latarkami, a po pewnym czasie podciągnięto do niego zasilanie. Władze komunistyczne przymusowo wyłączyły prąd Jandurom, którzy po kryjomu zainstalowali dynamo w pobliskim strumieniu[4].
- Ksiądz Krzan podjął pod koniec lat 80. XX wieku próbę ratowania niszczejącego starego cmentarza w Krościenku, starając się o przekształcenie tego miejsca w miejsce pamięci narodowej. Z jego inicjatywy postawiono tu trzy krzyże na postumencie z otoczaków, nawiązujące do Pomnik Poległych Stoczniowców 1970 roku w Gdańsku, oraz sprowadzono ziemię z Katynia i Auschwitz-Birkenau, którą umieszczono tu w 2 urnach[4].

## Twórczość
Bronisław Krzan napisał monograficzną książkę o historii Krościenka pt. Klejnot zagubiony w górach: 700-lecie Krościenka nad Dunajcem, wydaną przez Polskie Towarzystwo Teologiczne (Kraków 1988, ISBN 978-83-85017-41-7). 
Ponadto publikował kilka znaczących prac w czasopiśmie „Prace Pienińskie”, m.in.:
- Z Sorbony paryskiej do pustelni pod Pieninami, w zeszycie I (1989)
- Ginące cmentarze w regionie pienińskim, w zeszycie I (1989)
- Ks. Walenty Gadowski – Pionier turystyki górskiej w Tatrach i Pieninach, w zeszycie 2 (1990)
- Ostatnia droga 10 górali – skazańców zakopiańskiego Palace – na cmentarz w Krościenku, w zeszycie 3 (1991).